# Marceli Rzewnicki
Marceli Rzewnicki ps. Młynarz, Dąb (ur. 29 października 1912, zm. 4 lutego 1944 w Pomiechówku) – podporucznik rezerwy Armii Krajowej, komendant Placówki Zatory.
Był kierownikiem Publicznej Szkoły Powszechnej w Dębinach, w powiecie pułtuskim . Aresztowany w sierpniu 1943 roku, torturowany. Został powieszony w egzekucji 4 lutego 1944 w Pomiechówku .